# Triclistus proximator
Triclistus proximator är en stekelart som beskrevs av Aubert 1984. Triclistus proximator ingår i släktet Triclistus och familjen brokparasitsteklar. Inga underarter finns listade i Catalogue of Life.